# Zbiór niezmienniczy
Zbiór niezmienniczy układu dynamicznego {\displaystyle (X,f)} – każdy taki zbiór {\displaystyle N\subset X,} że {\displaystyle f(N)\subset N.} Jeżeli zbiór niezmienniczy {\displaystyle N} jest dodatkowo domknięty, czyli gdy para
{\displaystyle (N,f_{\upharpoonright N})} jest układem dynamicznym, to mówimy, że {\displaystyle N} jest podukładem {\displaystyle (X,f).}